# 小池一夫 (桜美林学園)
小池 一夫（こいけ かずお、1949年〈昭和24年〉7月18日 - ）は広島女学院大学教授。学校法人桜美林学園元理事長。桜美林大学名誉教授。山梨県北杜市（旧：大泉村）出身。

## 経歴

### 学歴
1968年3月、山梨県立峡北高等学校卒業。1972年3月桜美林大学文学部英語英米文学科を卒業後、1975年3月、日本大学大学院文学研究科修士課程英文学専攻修了（文学修士）。

### 職歴
1972年4月から2000年3月まで母校の桜美林大学で研究助手（1972年 - 1978年）、専任講師（1978年 - 1985年）、助教授（1985年 - 1992年。この間客員研究員としてUniversity of Edinburgh, Department of English Languageで英語史と英語学を研究）、教授（1992年 - 2000年。この間に文学部英語英米文学科長を1997年から3年間務めた）を歴任。
1999年4月、聖徳大学に1年間同大学院言語文化研究科英米文化専攻博士後期課程教授で掛け持ちしたのち翌年専任となり、5年間教授として通信教育部人文学部英米人文科教授、人文学部英米文学科長補佐、人文学部英米文学科長、通信教育部人文学部英米文学科長、人文学部外国語学科長、大学院言語文化研究科英米文化専攻主任・同研究科長などを歴任。
2005年4月、再び桜美林大学に戻り教授として文学部英米文学科長、文学部長、人文学系教授、大学院教授、大学院部長などを歴任。
2008年4月、教授の傍ら学校法人桜美林学園評議員を10年間務める。
2012年4月、桜美林大学副学長を6年間務め2015年から3年間は総括副学長を務めた。この間、教育研究支援センター部長、大学教育センター長、エクステンションセンター長、桜美林大学孔子学院理事なども兼務した。
2019年4月、中国・寧波大学科学技術学院客座教授を4年間務める。
2020年3月、桜美林大学を定年退職。
2020年4月、桜美林大学名誉教授、聖徳大学特任教授、同語学教育センター長を1年間務める。
2021年4月、学校法人桜美林学園理事長に就任。
2024年3月、学校法人桜美林学園理事長を退任
2024年4月、広島女学院大学教授に就任。

### 学会
- 1981年8月　日本英語教育英学会[4] ※常任理事を現在まで務め1999年から7年間副会長。2006年から現在まで理事長。2008年から5年間会長を務めた。
- 1990年6月　日本文体論学会[5] ※常任理事を現在まで務め代表理事を2004年から2年間務めた。
- 2010年6月　日本英語表現学会[6] ※評議員及び紀要運営委員を2010年から2年間務めその後理事を現在まで務めている。
- 2019年8月　片平会[7]※顧問として現在に至る。

### 認定評価
- 2003年度 - 2008年度「財団法人 大学基準協会」相互評価委員会大学評価分科会委員、同主査（2006年）
- 2009年度 - 2015年度「公益財団法人 日本高等教育評価機構」評価委員、同団長（2010年 - 2011年、2014年 - 2015年）

## 著作
- (著書)『英語学概説』青磁書房（1992年）など単著5冊、共訳著・翻訳著8冊
- (論文) ”A Historical Consideration of Irregular Verb GO”『桜美林論考 言語文化研究』(第11号、2020年)など単著121編
- (その他) 国内外の学会での口頭研究発表、中国の大学での学術講演多数

ほか